# Strzyżewice
Strzyżewice è un comune rurale polacco del distretto di Lublino, nel voivodato di Lublino.
Ricopre una superficie di 108,84 km² e nel 2004 contava 7 525 abitanti.